# ناتان سنفورد
ناتان سنفورد (به انگلیسی: Nathan Sanford) سناتور سابق عضو حزب دموکرات-جمهوری‌خواه بود. وی در سال ۱۸۱۵ تا ۱۸۲۱ و ۱۸۲۶ تا ۱۸۳۱ میلادی سناتور ایالت نیویورک در سنای ایالات متحده آمریکا بود.